# Wolfenstein 3D
Wolfenstein 3D is een computerspel ontwikkeld door id Software in 1992. Het is een van de eerste videospellen dat door de ogen van het personage wordt gespeeld (first-person shooter). De game was voor zijn tijd revolutionair. In het spel moet de speler door veel doolhoven heen om het einddoel te bereiken. De vijanden bestaan uit gewone Wehrmachtsoldaten, SS'ers, Duitse Herdershonden, zombies, de Duitse Gestapo en vliegende Hitlerklonen. Ook komen er in een geheim Pac-Manachtig level gekleurde spoken voor. De eindbazen van elke episode zijn kopstukken als Goebbels, Göring en Adolf Hitler zelf.

## Gameplay
Het spel wordt gespeeld door de ogen van William Joseph Blazkowicz. Het spel bestaat uit verschillende episodes met verdiepingen (floors), dit zijn de opeenvolgende levels. De episodes kenmerken zich door het hebben van:
- Levels (floor 1 t/m 8)
- Bonuslevel (floor 10, met aansluiting op een gewoon level)
- Eindbaas (floor 9)

De hoofdpersoon moet al deze verdiepingen doorlopen (behalve het bonuslevel, dat is optioneel) om de eindbaas te ontmoeten en deze te verslaan om de episode te eindigen. Ook zijn er overal door het level geheime gangen, die te bereiken zijn door stukken muur (pushwalls) weg te duwen. Aan het einde van elk level wordt bekeken hoeveel procent van de vijanden is gedood, hoeveel geheime gangen zijn ontdekt en hoeveel procent van de schatten is opgepakt. Bij een score van 100% op alle drie de categorieën, kunnen er extra punten verdiend worden.
Er zijn verschillende soorten schatten van verschillende waarden. Ook door het doden van vijanden worden er punten gescoord.
Er zijn vier verschillende soorten wapens. Je begint met een mes en een pistool (Luger 9mm). B.J. is opgesloten in kasteel Wolfenstein en ontsnapt door zijn bewaker te doden, waarbij hij zijn wapens afpakt. Verder is er nog een half-automatisch Maschinenpistole 44 (gebruikt door de SS'ers) en een volautomatisch soort Gatlinggun (gebruikt door eindbazen). Het volautomatische wapen vuurt 2 kogels per keer af en dient alleen gebruikt te worden tegen eindbazen en gebieden met veel vijanden. Uiteraard kan er in het spel ook munitie (ammo) opgepakt worden. Munitie die vijanden laten vallen levert 4 kogels op, losse munitie 8 kogels.
De health-meter staat op 100%. Extra health kan verkregen worden door het oppakken van maaltijden (10% extra) en verbanddozen (25% extra). Hondenvoer levert 4% op. Het gezicht van B.J. staat onderaan het scherm en zal meer bebloed raken naarmate de health zakt. En uiteraard weer opknappen wanneer er health verkregen wordt.
Het spel heeft een vervolg genaamd Spear of Destiny. Tien jaar later is er nog een vervolg gemaakt: Return to Castle Wolfenstein.

## Episodes
- Episode 1: Escape from Wolfenstein
- Episode 2: Operation: Eisenfaust
- Episode 3: Die, Fuhrer, Die!
- Episode 4: A Dark Secret
- Episode 5: Trail of the madman
- Episode 6: Confrontation

## Vijanden

### Enkele kleine vijanden in Wolfenstein 3D
Duitse herderDeze honden zijn speciaal getraind door de SS-officieren. Ze zijn snel maar op afstand ongevaarlijk, ze rennen naar de speler toe en vallen aan door te bijten. Ze zijn gemakkelijk te doden met een mes. Bij het zien van de speler maakt de Duitse herder geluid, gejank als hij sterft.
Soldaat (Sturmabteilung)Ze lopen niet snel en vallen aan door een pistool in beide handen te houden en te schieten. Bij het zien van de speler roept hij "Halt!" en verschillende kreten of hij laat een scheet als hij wordt geraakt door kogels.
SS'erDeze soldaten lopen niet snel en dragen een mitrailleur, die ze gebruiken als ze de speler zien. De SS'er is gevaarlijker dan een soldaat. Bij het zien van de speler roept hij : "Schutzstaffel" en bij het sterven: "Mein Leben".
Gemuteerde soldaatZe lopen ietsje sneller dan een soldaat of een SS'er. Ze dragen op hun lichaam een pistool dat ze gebruiken als ze de speler zien, waarbij hun handen van boven naar beneden gaan als ze een schot lossen. Ze zijn zeer gevaarlijk omdat ze geen geluid maken zoals de rest van de vijanden in Wolfenstein 3d, zodat het verrassingseffect des te groter is. Bij het sterven: "Aargh".
OfficierDeze soldaten lopen bijna zo snel als de Duitse herder. Ze dragen een pistool net zoals gewone soldaten maar als ze schieten maken ze meer schade. Als ze de speler zien: "Spion" en bij het sterven: "Nein, so was!"
Pac-Man-spookDeze zijn alleen te zien in het geheime bonuslevel van aflevering drie. Deze vormen alleen een bedreiging voor de speler als de speler zich beweegt in de moeilijkere modi. De Pac-Man-spoken zijn een parodie op het spelletje Pac-Man en de speler moet wegrennen voor hen. Ze zeggen niets en de speler kan de geesten niet doden.

### De eindbazen in Wolfenstein 3D
Hans GrosseDe eindbaas van het Wolfenstein kasteel in de eerste aflevering. Deze eindbaas draagt twee machinegeweren. Hij is de broer van Gretel Grosse. Bij het zien van de speler "Guten Tag" en bij het sterven: "Mutti".
Dokter SchnappsDe eindbaas van de tweede aflevering van de reeks. Deze eindbaas gooit injecties rond, waarin gif zit waardoor men een mutant wordt. Hij creëerde ook de gemuteerde soldaten. Bij het zien van de speler: "Wahahaha!" en bij het sterven: "Mein Gott in Himmel".
Hitler-geestDeze mini-eindbazen lijken op een geest en komen alleen voor in de derde aflevering. Ze hebben geen geweer, maar stoten vuurballen uit die zeer gevaarlijk zijn. Bij het zien van de speler: "Toter Hund!" en bij het sterven: "Ahahaha!"
HitlerDeze komt voor alleen in de derde aflevering in de bunker. Hitler heeft zichzelf in een ijzeren pak gehesen en heeft twee machinegeweren om de speler te doden. Als de speler het ijzeren pak wegschiet, komt Hitler uit zijn pak en begint te schieten met nog eens twee machinegeweren. Bij het zien roept Hitler: "Die Allied Schweinehund!", bij het neerschieten uit zijn ijzeren gevest: "Scheisse" en bij het doden: "Eva, auf Wiedersehen".
Otto GiftmacherDeze eindbaas van de vierde aflevering is verantwoordelijk voor een chemische oorlogsvoering met Groot-Brittannië. Otto heeft een raket die hij als projectiel kan afvuren. Bij het zien van de speler: "Ein kleiner Amerikaner" en bij het doden: "Donnerwetter!"
Gretel GrosseZus van Hans Grosse en komt voor bij het einde van de vijfde aflevering waar zij kasteel Erlangen bewaakt. Ze heeft twee machinegeweren die ze afvuurt op de speler. Bij het zien van de speler: "Kein Durchgang" en bij het sterven: "Mein Busen".
Generaal FettgesichtDeze eindbaas komt voor in de zesde aflevering. Hij draagt een raket onder de rechterarm en een machinegeweer onder de linker. Bij het zien van de speler: "Erlauben Sie, bitte" en bij het doden: "Rosenknospe".

## Versies/uitgaven
- Versie 1.0 - uitgegeven op 5 mei 1992 (Apogee)
  - Episode 1-sharewareversie
  - Episode 1-3-versie
  - Episode 1-6-versie
- Versie 1.1 - uitgegeven op 22 juni 1992 (Apogee)
  - Episode 1-sharewareversie
  - Episode 1-3-versie
  - Episode 1-6-versie
- Versie 1.2 (tagged 1.1) - uitgegeven op 29 juni 1992, vlak na versie 1.1 (Apogee)
  - Episode 1-sharewareversie
  - Episode 1-3-versie
  - Episode 1-6-versie
- Versie 1.4 - uitgegeven op 1 januari 1993 (er is geen versie 1.3)
  - Episode 1-sharewareversie (Apogee, ?)
  - Episode 1-3-versie (Apogee, ?)
  - Episode 1-6-versie (Apogee, ActiVision, id Software, GT Interactive)
- Versie 1.4, zonder debug-mode (debug-mode is uitgeschakeld, cheats zijn niet mogelijk) (Apogee)
- Versie 1.4g (de versie zonder debug-mode, met de debug-mode weer hersteld) - (Apogee)
- Versie 1.5
  - Deze versie is uitgegeven op de iPhone en iPod touch.

## Platforms
| Jaar | Platform                          |
| ---- | --------------------------------- |
| 1994 | Acorn 32-bit, Jaguar, PC-98, SNES |
| 1995 | 3DO, Macintosh                    |
| 1998 | Apple IIgs, DOS                   |
| 2002 | Game Boy Advance                  |
| 2007 | Windows                           |
| 2009 | PlayStation 3, Xbox 360, iPhone   |
| 2011 | iPad                              |
| 2012 | Browser                           |

## Ontvangst
| Beoordeeld door | Platform         | Datum            | Score |
| --------------- | ---------------- | ---------------- | ----- |
| 148apps         | iPhone           | 6 april 2009     | 100%  |
| Gaming Age      | PlayStation 3    | 15 juli 2009     | 91%   |
| Tilt            | DOS              | september 1992   | 90%   |
| All Game Guide  | DOS              | 2007             | 90%   |
| Jeuxvideo.com   | DOS              | 9 november 2011  | 90%   |
| AppCraver       | iPhone           | 7 april 2009     | 90%   |
| Pocket Gamer UK | iPhone           | 27 maart 2009    | 80%   |
| Random Access   | DOS              | 9 december 2011  | 80%   |
| HonestGamers    | DOS              | 10 december 2003 | 70%   |
| GameSpot        | Game Boy Advance | 12 april 2002    | 56%   |